# Оливер Тарицић
Оливер Тарицић (Висбаден, 12. септембар 1977 — Кошаре, 11. мај 1999) био је војник Војске Југославије.
Као припадник 125. моторизоване бригаде, учествовао је у одбрани СР Југославије за време НАТО бомбардовања.

## Биографија
Рођен је, од оца Чедомира и мајке Катарине, 12. септембра 1977. године у немачком граду Висбадену, где је одрастао и завршио средњу школу. Пореклом је био из села Милошева код Неготина. Максимално је избегавао војну обавезу према Немачкој и када се захуктавало на Косову и Метохији, вратио се у Србију. У Војску Југославије ступио је у јуну 1998. године.
Неколико дана пре погибије, у посету из Немачке су му дошли мајка и вереница, али није успео да их види, делило их је само пар километара.
Погинуо је 10. маја 1999. године са Сашом Васиљевићем, Вукоманом Тешовићем, Миланом Кенићем и Драганом Маринковићем од касетних бомби НАТО авијације. Сахрањен је 26. маја на месном гробљу у Милошеву. Сахрани је присуствовало скоро хиљаду људи.
Споменик у облику отворене књиге посвећен Тарицићу и још једном борцу из Неготинске Крајине Ненаду Барбуловићу подигнут је у Милошеву, 2021. године.